# Selle Royal
Selle Royal Spa è un'azienda vicentina, fondata nel 1956 da Riccardo Bigolin, che produce sellini per biciclette. Negli anni 80 e 90 Selle Royal Spa è diventata partner delle principali case che producono biciclette. Le selle prodotte da Selle Royal sono aggiudicate molti riconoscimenti per il loro design e sono sottoposte all'esame di laboratori di ricerca bioingegneristica in molte università europee.
Oggi Selle Royal Spa è il più grande produttore mondiale di selle per biciclette.

## Storia
- 1956: Riccardo Bigolin fonda Selle Royal
- 1970: Selle Royal sviluppa una tecnologia di produzione basata su una particolare schiuma al poliuretano
- 1980: Selle Royal sviluppa l'RVS, un sistema di produzione automatizzato sotto vuoto, che consente di unire la sella direttamente alla schiuma
- 1990: Selle Royal sviluppa un gel per la sella per il mercato recreational, basato su un esclusivo gel poliuretano brevettato da Bayer
- 1996: Selle Royal apre Selle Bra per la produzione in Brasile
- 1997: Selle Royal lancia Fizik
- 2002: Selle Royal acquisisce Brooks England, specializzata nel ciclismo vintage,  così da dare all'azienda tre marchi indipendenti di selle e farla diventare il leader mondiale[3]
- 2005: Selle Bra e Metal Ciclo si fondano dando vita a Royal Ciclo
- 2007: Selle Royal  acquisisce Crankbrothers
- 2010: Selle Royal acquisisce il 52% di Justek, Cina